# Paul Brousse
Pour les articles homonymes, voir Paul Brousse (cyclisme) et Brousse.

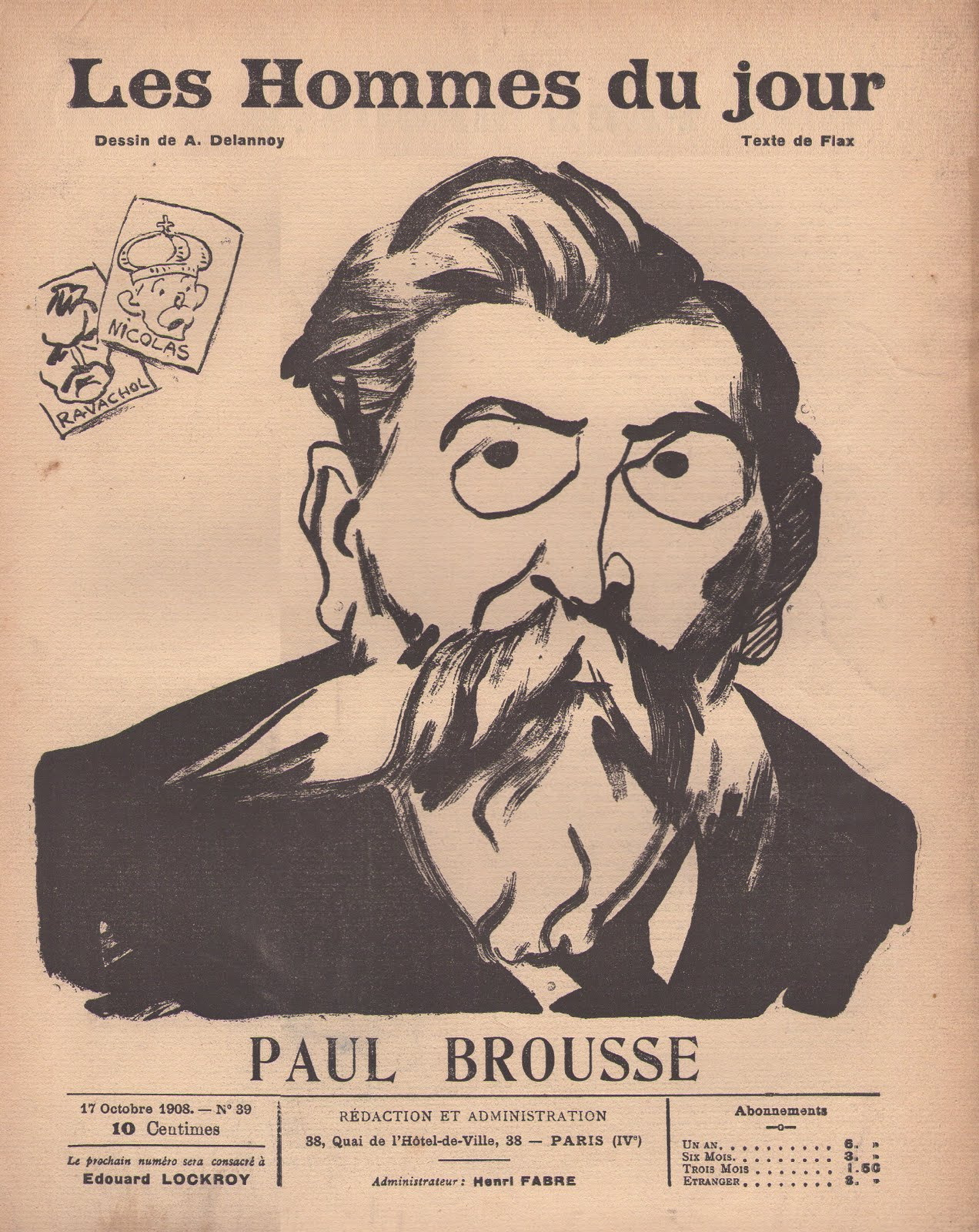
Paul Brousse par Aristide Delannoy en 1908 pour Les Hommes du jour.

Paul Louis Marie Brousse, né le 23 janvier 1844 à Montpellier (Hérault) et mort le 1er avril 1912 à Neuilly-sur-Marne (Seine-Saint-Denis), est un médecin et un homme politique français, militant anarchiste puis chef de file du courant « possibiliste » au sein du socialisme français.

## La jeunesse: étudiant en médecine et républicain radical

### Origines familiales
Paul Brousse nait à Montpellier le 23 janvier 1844 dans une famille de la bourgeoisie montpelliéraine : il est petit-fils de marchands, et son père, docteur agrégé de médecine, occupe un poste important à la faculté de Montpellier. Suivant le modèle paternel, il s’engage lui-même dans des études de médecine et s’illustre par son service lors de l’épidémie de choléra de 1867.

### Les débuts en politiques
C’est à la fin de la décennie 1860 que Paul Brousse manifeste son intérêt pour la politique. La France est alors gouvernée par l’empereur Napoléon III, neveu de Napoléon Bonaparte, dans le cadre du Second Empire. Malgré un virage libéral et l’existence d’un Parlement, les droits et libertés politiques demeurent limitées. Âgé de 25 ans, Paul Brousse prend fait et cause pour le républicanisme : il s’engage auprès de la Caisse d’enseignement démocratique du Languedoc, destinée à propager les idées démocratiques et républicaines dans le sud de la France. Surtout, il participe au journal La Liberté, créé par Arthur Ballue et Jules Guesde (à l’époque encore anarchiste). Grâce au journal, Montpellier devient un des bastions du républicanisme.

## Le basculement: la Commune de Paris et la conversion à l’anarchisme (1870-1872)

### La Commune de Paris et la répression du mouvement ouvrier français
En 1870, le destin de Paul Brousse bascule à la faveur de la guerre franco-prussienne et de la Commune de Paris. Lui-même ne participe pas aux évènements de la Commune, mais il est profondément marqué par cette expérience politique et sociale qui constituera son modèle pour les années à venir. L’écrasement de la Commune de Paris en mai 1871 par l’armée versaillaise lors de la Semaine sanglante est suivi d’une vague de répression contre le mouvement ouvrier et l'Internationale ouvrière qui n’a pourtant pas participé aux évènements. En vertu de la « loi sur l'Internationale » (loi Dufaure, 17 mars 1872), les activités de l’organisation sont déclarées illégales, et les sections françaises doivent entrer en clandestinité.

### L’adhésion et l’expulsion de l'Internationale
Paul Brousse rejoint l’Association internationale des travailleurs (Internationale) durant l’été 1872, peu de temps avant la tenue de son congrès annuel à La Haye (2-7 septembre 1872). Il entre dans la section de Montpellier, fondée par Calas sous l’égide de Karl Marx. Le mouvement internationaliste est alors divisé entre les « marxistes » et les « antiautoritaires ».  Menés par Mikhaïl Bakounine et James Guillaume, les « antiautoritaires », bientôt connus sous le nom d’anarchistes, partagent avec les marxistes le modèle de la lutte des classes et leur ambition révolutionnaire : ils considèrent que le prolétariat organisé en classe détient la tâche historique de renverser le régime capitaliste et d’instaurer la société communiste, basée sur la propriété collective des moyens de production. Mais les antiautoritaires s’opposent à la participation politique et à la prise temporaire de l’État par les forces révolutionnaires. Au sein de l'Internationale, ils se révoltent également contre les pouvoirs de l’organe central, le Conseil général, installé à Londres et dominé par les marxistes. Lors du congrès de La Haye, Karl Marx et ses alliés parviennent à rassembler une courte majorité pour faire expulser Bakounine et Guillaume. Opposé à cette cabale, Paul Brousse se fait exclure de la section de Montpellier par Calas, le 19 septembre 1872.

### Le démantèlement du réseau méridional de l’AIT et la fuite de Brousse vers l'Espagne
Quelques mois seulement après le congrès de La Haye, les révélations faites par le marxiste Dentraygues à la police française permettent de démanteler le réseau méridional de l'Internationale et d’arrêter de nombreux militants socialistes. Paul Brousse décide alors de s’enfuir, et part s’installer à Barcelone début 1873. Le 5 mai 1873, le Tribunal correctionnel de Montpellier le condamne par contumace à quatre mois de prison, à une amende de 50 francs, et à une suspension de ses droits civils pour cinq ans. Menacé de prison, Paul Brousse s’exile pendant sept ans jusqu’à l’amnistie générale prononcée en 1880.

## L'anarchisme: de Barcelone à la Fédération jurassienne (1873-1879)

### Une Espagne au bord du chaos
Barcelone n’est pas un choix fortuit pour Paul Brousse. L’Espagne est alors en pleine ébullition politique après le renversement de la reine Isabelle II de Bourbon par un pronunciamiento militaire en 1868. Entre 1868 et 1874, période connue sous le nom de « sexenio democratico », les carlistes, les libéraux, les républicains, les fédéralistes se disputent le pouvoir et se livrent une véritable guerre civile. Les anarchistes, bien installés à Barcelone, entendent profiter du chaos politique et de l’instabilité gouvernementale pour mener à  bien une révolution socialiste.

### Le Comité de propagande socialiste révolutionnaire
Avec deux autres exilés français, Camille Camet et Charles Alerini, Paul Brousse crée une section barcelonaise de l'Internationale en langue française et fonde le Comité de propagande socialiste révolutionnaire de la France méridional, destiné à relayer les idées anarchistes dans le sud de la France. L’organisation imprime un journal, La solidarité révolutionnaire, d’orientation bakouniniste. Dans ses colonnes, Paul Brousse développe les linéaments de sa théorie anarchiste : adversaire de toute forme d’autorité, il condamne la double domination des travailleurs par la bourgeoisie (versant économique) et par l’État (versant politique). Il appelle de ses vœux le prolétariat à s’organiser en communes révolutionnaires pour renverser l’ordre bourgeois et fonder une société basée sur les principes d’autonomie et de fédération des communes libres. Au sein des communes, les rapports entre les hommes ne seraient alors plus fondés sur l’autorité, mais sur la liberté contractuelle, selon l’idéal proudhonien. Paul Brousse inscrit toutefois son idéal révolutionnaire dans un scientisme comtien : la société future devra respecter les lois de l’évolution du corps social établies par la sociologie. Elle s’articulera autour de trois grandes instances économiques : l’individu, force de travail ; la commune, unité de consommation ; et la corporation, unité de production.
Après quelques mois seulement, les tentatives d’insurrections anarchistes à Barcelone se concluent par des échecs patents, tandis que les militaires reprennent le pouvoir en 1873, dans l’objectif de le transmettre à Amédée de Savoie. Paul Brousse décide alors de quitter l’Espagne et rejoint la Fédération jurassienne de l'Internationale, basée en Suisse romande, et principal bastion anarchiste en Europe.

### Le congrès de Genève de l'Internationale
Il arrive à Genève début septembre 1873, juste à temps pour participer au congrès de l'Internationale. Marx avait réussi à obtenir la majorité au congrès de La Haye, mais ce faisant, il s’était aliéné la majorité des fédérations de l'Internationale. À Genève, ces fédérations décident de rejeter l’autorité du Conseil général, et jettent les bases d’un nouveau modèle pour l'Internationale, basé sur les principes anarchistes d’autonomie et de fédéralisme. Paul Brousse s’illustre par ses prises de positions tranchées contre toute forme de pouvoir. Il demande également à l'Internationale de prendre en compte les droits des membres français, pour la plupart exilés.

### Un militant actif de la Fédération jurassienne
Basé en Suisse romande entre 1873 et 1879, Paul Brousse connaît une activité prolifique. Après le congrès de Genève, il s’installe dans la capitale Berne où il obtient un poste d’assistant en chimie à l’Université de Berne. Il y fonde plusieurs sections de la Fédération jurassienne auprès des populations francophones, germanophone et italophone. Sur le plan de la propagande, il est membre de la rédaction du Bulletin,  l’organe officiel de la Fédération jurassienne, et participe à la création de plusieurs autres journaux dont Die Arbeiter-Zeitung en 1876, L’Avant-Garde en 1878 et Le Révolté en 1879. Il est l’un des principaux orateurs de la Fédération et sillonne le Jura pour participer à des meetings anarchistes. C'est à cette époque que Paul Brousse compose le chant révolutionnaire  "le drapeau rouge". Il reprend la musique d'un chant patriotique fribourgeois et compose les paroles. Traduit en russe, ce chant devint un hymne communiste de la révolution d'octobre.
Sur le plan théorique, il écrit de nombreuses brochures dont L’État à Versailles et dans l'Internationale(1873) et Le Suffrage universel et la souveraineté du peuple (1874), qui précisent sa conception de l’anarchisme. Enfin, il est l’un des chefs de file de l’anarcho-communisme et de la propagande par le fait qu’il contribue à populariser au sein de l'Internationale.
En quelques années seulement, Paul Brousse s’impose comme l’un des principaux dirigeants de la Fédération jurassienne aux côtés de James Guillaume, Adhémar Schwitzguébel et de Pierre Kropotkine. Il contribue également à la réactivation de l'Internationale en France. Avec Jean-Louis Pindy, il participe à la fondation d’une Fédération française autour de quelques sections de l’est du pays, ainsi qu’à la création de son journal officiel, L’Avant-Garde.

### Les problèmes judiciaires et le bannissement de Suisse
Ses activités politiques lui valent des démêlés avec les conservateurs suisses, ainsi que deux séjours en prison. Il est d’abord condamné à un mois de prison pour avoir participé à une manifestation socialiste le 18 mars 1877 à Berne, au cours de laquelle les jurassiens se sont affrontés avec la police. L’année suivante, il est de nouveau incarcéré, pour avoir défendu les régicides Karl Nobiling et Max Hoedel dans les colonnes de L’Avant-Garde. Le journal est suspendu, puis supprimé par les autorités suisses. Libéré sous caution en janvier 1879, il décide avec Kropotkine et quelques camarades de fonder un nouveau journal anarchiste, dont il trouve le titre : Le Révolté. Lors de son procès, qui se tient à Neuchâtel les 15 et 16 avril 1879, il est condamné à deux mois de prison et à 10 ans de bannissement de la Suisse. Sorti de prison le 16 juin, il doit immédiatement prendre le chemin de l’exil, en compagnie de sa compagne Nathalie Landberg. Munis de faux-papiers, il traverse la France et gagne la Belgique. Expulsé par un décret royal le 5 août, il décide alors de se rendre à Londres où il rencontre Karl Marx et plusieurs exilés français.

## De l’anarchisme au socialisme (1879-1880)
À partir de la fin de la décennie 1870, Paul Brousse amorce un virage politique qui le fait évoluer de l’anarchisme vers le socialisme. Après dix années de militantisme, il juge le bilan des anarchistes plutôt négatif. Les tentatives d’insurrection en France, en Espagne et en Italie ont été autant d’échecs. La Fédération jurassienne n’a pas réussi à établir des liens solides avec le mouvement ouvrier suisse et l’anarchisme demeure marginal au sein du mouvement ouvrier et socialiste européen. La propagande par le fait, dont il était pourtant l’un des principaux promoteurs, n’a pas eu les effets escomptés. Paul Brousse remet en question l’abstentionnisme politique et l’isolement des anarchistes par rapport au reste du mouvement socialiste et ouvrier. Face à la classe bourgeoise, il faut que les socialistes fassent front commun.
Les congrès ouvriers français de Paris (1876), de Lyon (1878) et de Marseille (1879) laissent espérer une unification de l’ensemble des forces socialistes et ouvrières avec la création du premier Parti ouvrier en 1879 (« Fédération du Parti des travailleurs socialistes de France »). À Londres, Paul Brousse créé Le Travail, journal mensuel ouvert à l’ensemble des courants socialistes, et entre en contact avec Jules Guesde, Paul Lafargue et Benoît Malon. Le 11 juillet 1880, les députés républicains, récemment débarrassés des monarchistes, votent l’amnistie générale des communards et des internationalistes. Après sept années d’exil, Paul Brousse peut enfin rentrer en France. Il s’installe à Paris, dans le XVIIIe arrondissement et devient membre du Parti ouvrier en compagnie de la plupart des socialistes et des communards.

## Dirigeant possibiliste (1880-1890)

### La fragmentation du Parti ouvrier et l’émergence du courant possibiliste (1880-1882)
Après avoir réalisé l’union des socialistes et des syndicats, le Parti ouvrier se fragmente rapidement. Il ne s’agit pas d’un parti au sens moderne du terme, mais plutôt une fédération ou une coalition de cercles d’études et de chambres syndicale inégalement réparties sur le territoire français et idéologiquement divisées. La doctrine collectiviste a triomphé au congrès de Marseille, mais elle continue d’être contestée par les mutuellistes et les coopérateurs, qui décident de quitter le parti en 1881. Même au sein des collectivistes, des tensions se forment rapidement entre les réformistes, les marxistes et les anarchistes. Ces derniers refusent la participation politique et décident de prendre leur autonomie. Il ne reste donc plus que la faction « marxiste » animée par Jules Guesde et Paul Lafargue autour du journal L’Égalité, et la faction réformiste révolutionnaire, baptisée « possibiliste » par Jules Guesde. Majoritaires au sein du parti, les possibilistes tiennent le journal officiel du parti, Le Prolétariat, et possèdent des dirigeants influents, dont Paul Brousse, Benoît Malon, Jean Allemane ou encore Jules Joffrin. D’accord sur la participation politique, les marxistes et les possibilistes concourent ensemble aux élections municipales et législatives de 1881 sur la base du « programme minimum », rédigé à Londres par Guesde, Lafargue, Marx et Engels. Pour les élections municipales parisiennes, Paul Brousse complète ce programme par des articles inspirés par le socialisme municipal. Comme il en a fait le serment, Paul Brousse refuse d’être candidat, ce qui n’empêche pas les sections de Montpellier de voter pour lui.

### Le conflit entre possibilistes et guesdistes (1881-1882)
Après les élections de 1881, les relations se détériorent rapidement entre les guesdistes et les possibilistes. Les premiers considèrent que la révolution socialiste est imminente, et condamnent ainsi tout aménagement du système capitaliste. Pour les possibilistes en revanche, la révolution est une évolution progressive du système économique et institutionnel. Toute réforme améliorant les conditions de vie des classes laborieuses est un jalon supplémentaire vers le socialisme. Mais il n’est toutefois pas question de nouer des alliances avec les partis dits « bourgeois », y compris les radicaux, ni de compromis avec le système capitaliste.
Ces deux visions sont cependant irréconciliables. Les guesdistes considèrent les possibilistes comme des fossoyeurs de la révolution, tandis que les possibilistes reprochent à Jules Guesde et à ses amis d’être pilotés à distance par Karl Marx et de ne pas respecter les décisions des congrès du Havre (1880) et de Reims (1881).  Quelques semaines avant le congrès de Saint-Étienne, Paul Brousse écrit Le marxisme dans l'international, brochure polémique dans lequel il dénonce les manœuvres politiques des marxistes en France et invite le Parti ouvrier à se débarrasser de ces « groupes dominateurs, enrégimentés et sectaires ». À Saint-Étienne (1882), le divorce est acté. Alors que les possibilistes sont majoritaires, les guesdistes quittent le congrès dès les premiers jours, et se font ensuite officiellement expulser du parti. Ils décident alors de fonder le Parti ouvrier français (POF).

### Paul Brousse, principal dirigeant de la FTSF (1882-1890)
Débarrassés des guesdistes, les possibilistes sont les seuls maîtres du Parti ouvrier, rebaptisé en 1883 « Fédération des travailleurs socialistes de France » (FTSF). Paul Brousse est alors à son apogée. Il a su rallier à lui la majorité des militants et des grandes figures du socialisme français derrière lui dans sa croisade contre le marxisme. Disposant d’une grande influence politique et intellectuelle, il est l’un des principaux théoriciens du possibilisme, autour de sa théorie des services publics qu’il définit en 1883 dans La propriété collective et les services publics.
Premier parti socialiste de France, la FTSF peut compter sur une base syndicale importante, et une implantation militante en Ile-de-France, dans les Ardennes et dans la Vienne. À Paris, elle connaît ses premiers succès électoraux avec l’élection de plusieurs députés et conseillers municipaux autour d’un programme réformiste révolutionnaire élaboré en 1885. Aux élections municipales de 1887, Paul Brousse se présente pour la première fois devant les citoyens, et parvient à se faire élire au second tour dans le quartier des Epinettes du XVIIe arrondissement de Paris. Réélu systématiquement pendant deux décennies, il conserve son mandat de conseiller municipal de 1887 à 1906, date à laquelle il est élu député.
Allié des radicaux, il est élu à la vice-présidence du Conseil municipal en 1888, puis à la présidence en 1905. Au Conseil municipal et dans le quartier des Epinettes, Paul Brousse tente de mettre en place des mesures sociales et hygiénistes (boulangeries municipales, universités populaires, logements ouvriers), malgré les prérogatives limitées du Conseil et l’absence d’une majorité absolue. Paul Brousse est considéré par ses contemporains comme un expert des questions municipales et l’un des premiers expérimentateurs du socialisme municipal en France. Pendant ses fonctions politiques, il continue à s’intéresser aux questions médicales et sociales. Il préside la commission du conseil général de la Seine qui supervise l’Assistance Publique. Il est notamment rapporteur du budget des asiles d'aliénés.

## Déclin et disparition du broussisme (1890-1912)

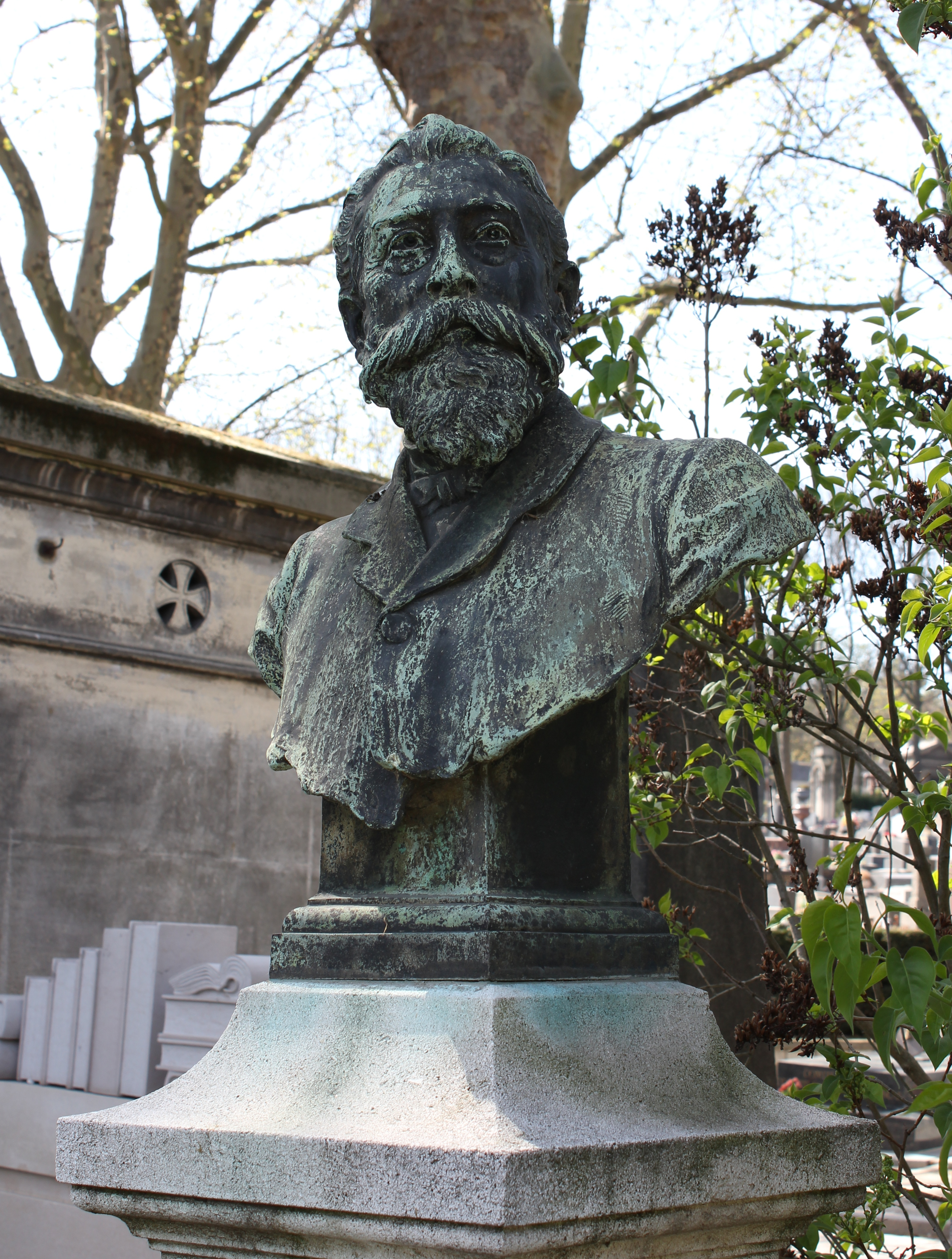
Tombe au cimetière du Père-Lachaise.

Dans les années 1890, le broussisme connaît une phase de déclin. Alors que les socialistes indépendants et le POF s’affirment comme les courants socialistes les plus dynamiques, la FTSF perd ses militants, ses élus et l’appui des syndicats. Les raisons de ce reflux sont diverses. La scission des allemanistes (Parti ouvrier socialiste révolutionnaire) de 1890 a considérablement affaibli le parti, et l’a privé de sa base ouvrière. La refondation syndicale sur une base anarchosyndicaliste inspirée des travaux de Fernand Pelloutier coupe définitivement le broussisme du mouvement ouvrier. La FTSF n’est alors plus qu’un petit parti d’élu concentré autour de quelques arrondissements clé de Paris, ce qui contribue à lui donner un tour de plus en plus réformiste. Alors que la FTSF était l’un des piliers de l'Internationale dans les années 1880, la réorganisation de la Deuxième Internationale dans les années 1890 sur des bases marxistes marginalise le broussisme dans le paysage socialiste européen. Paul Brousse s’illustre toutefois par sa défense du capitaine Dreyfus, et est à l’initiative des congrès généraux socialiste de la salle Japy (1899) et de Wagram (1900), premier pas vers l’unification organique des partis socialistes français.
Trop faible pour peser dans les négociations, la FTSF fusionne sans contrepartie dans le Parti socialiste français (PSF) en 1902, parti réformiste créé par Jean Jaurès et d’autres socialistes indépendants. Le broussisme disparaît en tant que courant politique, concurrencé par le réformisme des indépendants. Paul Brousse n’a plus qu’un rôle secondaire au sein du mouvement socialiste français, et se concentre sur ses activités municipales. En 1905, lors de la création de la Section française de l'Internationale ouvrière (SFIO), il se retrouve membre d’un parti dont il désapprouve la ligne marxiste et dont il ne se rend à aucun congrès. Situé à l'aile droite du parti, il prône une politique d’alliance avec les socialistes indépendants (Alexandre Millerand, René Viviani, Aristide Briand) et avec les radicaux. Il manque à plusieurs reprises de se faire exclure pour ses positions modérées, ou encore pour avoir accepté de recevoir en tant que président du Conseil municipal le roi d’Espagne Alphonse XIII. C’est toutefois avec le soutien de la SFIO qu’il parvient à se faire élire à la Chambre des députés en 1906. Battu en 1910, il se retire alors de la vie politique pour diriger l'asile d’aliénés Ville-Evrard à Neuilly-sur-Marne en banlieue parisienne. Il s’éteint le 1er avril 1912, âgé de 68 ans.
Sa doctrine consistait en l'établissement par étapes d'une république sociale, c'est-à-dire  d'un état démocratique qui finalement contrôlerait une grande partie de la production et de l'économie, ce qui fut critiqué par Kropotkine dans Communisme et Anarchie. 
Il est inhumé au cimetière du Père-Lachaise (division 76, face au Mur des Fédérés).

## Œuvres
- L’État à Versailles et dans l’Association internationale des Travailleurs, Genève, 1873, 23 p.
- Le Suffrage universel et la souveraineté du peuple, Genève, 1874, 63 p.
- « La liberté », in La Commune, almanach socialiste pour 1877, 1877, p. 43-49.
- Le Marxisme dans l'Internationale, Paris, 1882, 36 p.
- La Propriété collective et les Services publics, Paris (1883 ; 1910), prés. de Bruno Antonini, éditions du Bord De L'eau, coll. "Bibliothèque républicaine", 2011, 96 p.
- Marx et l'Internationale, Paris, 1889
- Note sur l'assistance familiale des aliénés,  par M. le Dr Brousse... ; Deuxième Congrès national d'assistance, 1898.
- L’antisémitisme, Cesare Lombroso, préface de Paul Brousse, Paris, 1899.
- Les Transports, par Paul Brousse et Albert Bassède, tomes 1 et 2, 1907.
- L’État et l’école, monopole ou contrôle, Paris, 1910, 16 p.

## Hommages
Il a donné son nom à une rue de Paris (la rue du Docteur-Paul-Brousse, dans le 17e arrondissement), à une rue à Montpellier, et à plusieurs hôpitaux, notamment l’hôpital Paul-Brousse de Villejuif qui dépend de l'Assistance publique et des Hôpitaux de Paris.

## Correspondance
- Entre Marx et Bakounine, César de Paepe, Paris, Maspero, 1974, 316 p.
- La naissance du Parti ouvrier français : correspondance inédite / de Paul Lafargue, Jules Guesde, José Mesa, Paul Brousse... [etc.] ; réunie par Émile Bottigelli ; présentée et annotée par Claude Willard, Editions sociales, 1981, 206 p.

## Sources primaires

### Archives
- Archives de la préfecture de police de Paris (P.Po.), dossier BA/875 (Paul Brousse).
- Archives de l’Office Universitaire de Recherche Socialiste.

### Journaux
- Presse généraliste: Le XIXe siècle; L’Action; L’Aurore; Le Constitutionnel; La Croix; L’Echo de Paris; L’Eclair; L’Eclaireur de la Vienne; Le Figaro; Le Gaulois; La Presse; La Vérité.
- Presse socialiste: L’Avant-Garde; Bulletin de la fédération jurassienne; L’Emancipation ; L’Égalité; La France socialiste; L’Humanité; La Lanterne; Le Parti ouvrier; La Petite République; Le Prolétaire/Le Prolétariat; Le Révolté; La Revue Socialiste; La Solidarité révolutionnaire; Les Temps Nouveaux